# Replicant
Replicant — свободная операционная система с открытым исходным кодом, основанная на Android. Целью проекта является замена всех проприетарных компонентов Android свободными аналогами. Система доступна для нескольких смартфонов и планшетов.
Replicant спонсируется и поддерживается Фондом свободного программного обеспечения.
Название Replicant взято у вымышленных андроидов-репликантов из фильма «Бегущий по лезвию».

## История
Проект был начат в 2010 году с попытки объединения различных инициатив по созданию полностью свободной версии Android для HTC Dream.  Разработчики начали переписывание несвободных частей системы, необходимых для работы устройства. Первоначально Replicant представил свой репозиторий приложений, который позднее был заменён на F-Droid.
Первые версии Replicant (до версии 2.2) основывались на коде Android Open Source Project, а затем, для обеспечения поддержки большего количества устройств, в качестве основы стал использоваться CyanogenMod. 1 февраля 2017 года в блоге проекта Replicant была опубликована информация, что будущие версии Replicant будут основаны на LineageOS, поскольку разработка CyanogenMod прекращена.

## Релизы
В следующей таблице перечислены основные версии системы:
| 2.2                         | 26-04-2011 | н/д                                                          | н/д                                                                 |
| 4.0                         | 16-11-2012 | Android 4.0 «Ice Cream Sandwich»                             | Было выпущено пять обновлений; последнее, 0005 — 1 октября 2013.    |
| 4.2                         | 02-09-2015 | CyanogenMod 10.1, основан на Android 4.2 «Jelly Bean»        | Было выпущено четыре обновления; последнее, 0004 — 2 сентября 2015. |
| 6.0                         | 03-06-2022 | CyanogenMod 13.0, основан на Android Marshmallow/AOSP 6.0.x. | Было выпущено четыре обновления; последнее, 0004 — 03 июня 2022.    |
| Старая версияТекущая версия |            |                                                              |                                                                     |

## Разработка
3 января 2013 проектом был выпущен Replicant 4.0 SDK как полностью свободная замена Android SDK. Replicant SDK был выпущен в ответ на смену компанией Google лицензии у дополнений и бинарных файлов на проприетарную.

## Поддерживаемые устройства
| Устройство                     | Тип      | Кодовое имя | Версия системы | 2D-графика    | 3D-графика | Звук | Telephony           | Mobile Data         | NFC | GPS | Сенсор              | Камера                          | Wi-Fi         | Bluetooth     |
| ------------------------------ | -------- | ----------- | -------------- | ------------- | ---------- | ---- | ------------------- | ------------------- | --- | --- | ------------------- | ------------------------------- | ------------- | ------------- |
| Nexus S                        | Смартфон | crespo      | 4.2            | Да            | Нет        | Да   | Да                  | Да                  | Да  | Нет | Да                  | Да                              | проприетарная | проприетарная |
| Samsung Galaxy S               | Смартфон | galaxysmtd  | 4.2            | Да            | Нет        | Да   | Да                  | Да                  | н/д | Нет | Да                  | Да                              | проприетарная | проприетарная |
| Samsung Galaxy SII             | Смартфон | galaxys2    | 4.2            | Да (быстро)   | Нет        | Да   | Да                  | Да                  | Нет | Нет | Да                  | Да                              | проприетарная | проприетарная |
| Samsung Galaxy Note (original) | Смартфон | n7000       | 4.2            | Да (медленно) | Нет        | Да   | Да                  | Да                  | Нет | Нет | Да                  | Нет                             | проприетарная | проприетарная |
| Galaxy Nexus                   | Смартфон | maguro      | 4.2            | Да            | Нет        | Да   | Да                  | Да                  | Да  | Нет | Да                  | Нет                             | проприетарная | проприетарная |
| Samsung Galaxy Tab 2 (7.0)     | Планшет  | p3100       | 4.2            | Да (быстро)   | Нет        | Да   | Да                  | Да                  | н/д | Нет | Да                  | Нет                             | проприетарная | проприетарная |
| Samsung Galaxy Tab 2 (10.1)    | Планшет  | p5100       | 4.2            | Да (медленно) | Нет        | Да   | Да                  | Да                  | н/д | Нет | Да                  | Нет                             | проприетарная | проприетарная |
| Samsung Galaxy SIII            | Смартфон | i9300       | 4.2            | Да            | Нет        | Да   | Да                  | Да                  | Да  | Нет | Да                  | Да (back) / proprietary (front) | проприетарная | проприетарная |
| Samsung Galaxy Note 2          | Смартфон | n7100       | 4.2            | Да            | Нет        | Да   | Да                  | Да                  | Да  | Нет | Да                  | Да (back) / proprietary (front) | проприетарная | проприетарная |
| Goldelico OpenPhoenux GTA04    | Смартфон | gta04       | 4.2            | Да            | Нет        | Да   | Работа продолжается | Работа продолжается | н/д | Да  | Работа продолжается | Работа продолжается             | проприетарная | проприетарная |